# トミスラヴ・シヴィッチ
トミスラヴ・シヴィッチ（セルビア語: Томислав Сивић, Tomislav Sivić、ハンガリー語: Szivics Tomiszlav、1966年8月29日 - ）は、セルビアとハンガリーの元サッカー選手、サッカー指導者。選手時代のポジションはミッドフィールダー。FKスパルタク・スボティツァ監督。

## クラブ歴
レッドスター・ベオグラードで選手となった。その後主にユーゴスラビア国内のクラブを転々とし、ケチケメートTEを経てアイスランド、フェロー諸島へと渡った。フェロー諸島では選手兼任監督としてプレーした。

## 監督歴
フェロー諸島で選手兼任監督として監督業を始めた。
その後はセルビア・モンテネグロの年代別代表の監督を務めた。2006年にウガンダ代表の監督就任のオファーがあったがこれを断った。
2007年にケチケメートの監督に就任、ネムゼティ・バイノクシャーグIに昇格させた。2008年にはオランダに学びに行き、FCトゥウェンテ、フェイエノールト、PSVアイントホーフェン、アヤックス・アムステルダムの設備やメソッドを得た。2009年10月21日に成績不振により辞任。
2010年2月にセルビアU-19代表の監督に就任。
その後はケチケメートの監督に再び就任。2011年にマジャル・クパのタイトルを獲得。2012年8月にパクシュSEの監督に就任。2015年4月28日にディオーシュジュールVTKの監督に就任2016年12月27日にメゼーケヴェシュド・ジョーリSEの監督に就任

## 個人
ブニェヴァツ人の父親とマジャル人の母親の間に生まれた。母親の血筋もあって、2012年10月にハンガリーに帰化した。